# Chiesa di San Valentino (Arco, Italia)
La chiesa di San Valentino è la chiesa patronale a Vignole, frazione di Arco nel Basso Sarca in Trentino. Appartiene all'ex-decanato di Arco dell'arcidiocesi di Trento e risale forse al IX secolo.

## Storia

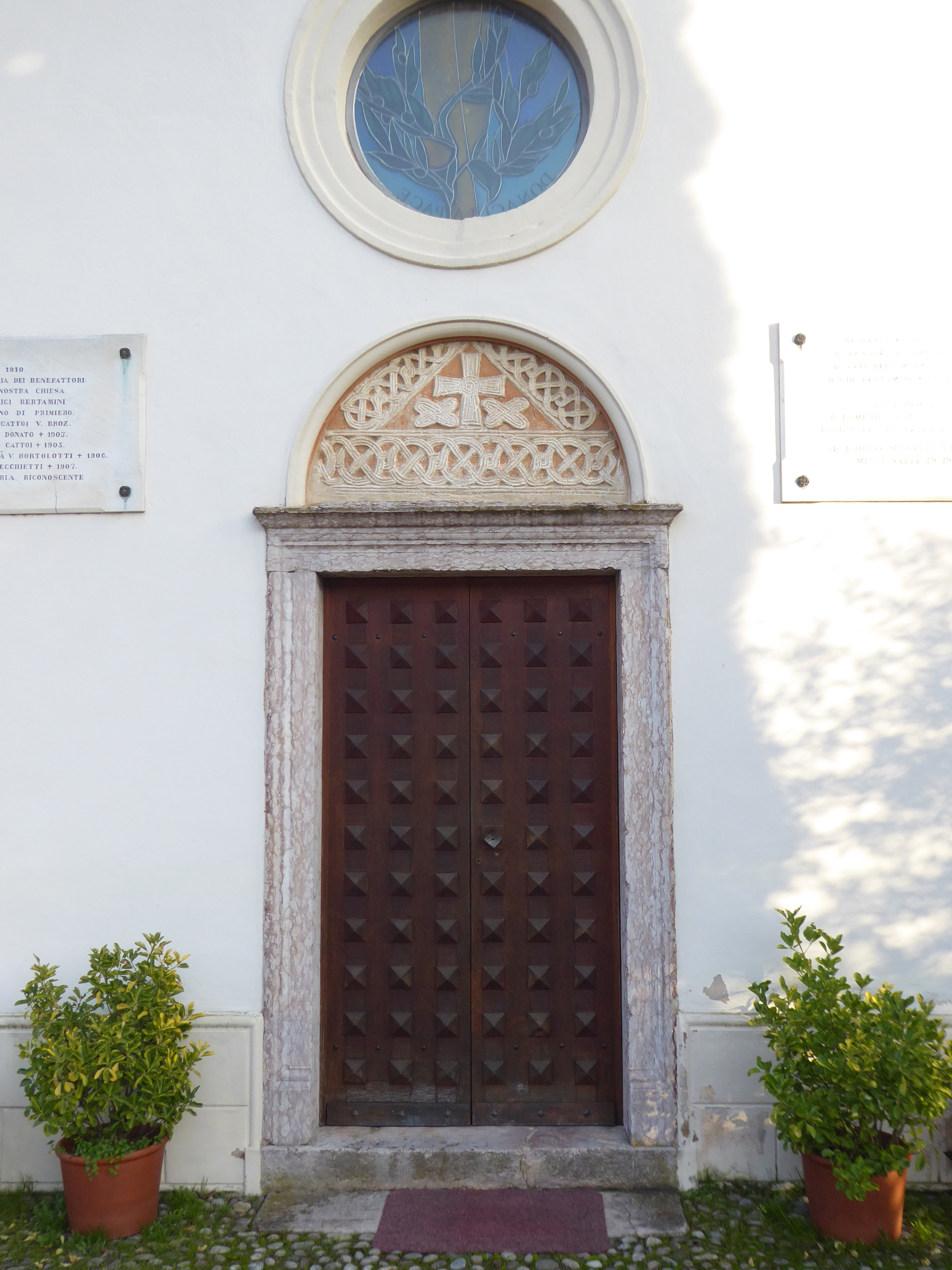
Portale architravato con finestra a lunetta sormontati in asse dall'oculo

Sulla lunetta presente sopra il portale della facciata si trova una piccola scultura in rilievo di epoca longobarda. Questa permette di ipotizzare che sul sito fosse già presente un luogo di culto attorno al IX secolo.
Sulle pareti interne della sala sono stati rinvenuti di recente frammenti di decorazioni realizzate con tempera raffiguranti vita e passione di Gesù, che si possono datare attorno al XVI secolo e, inoltre, altri affreschi anteriori forse di due secoli.

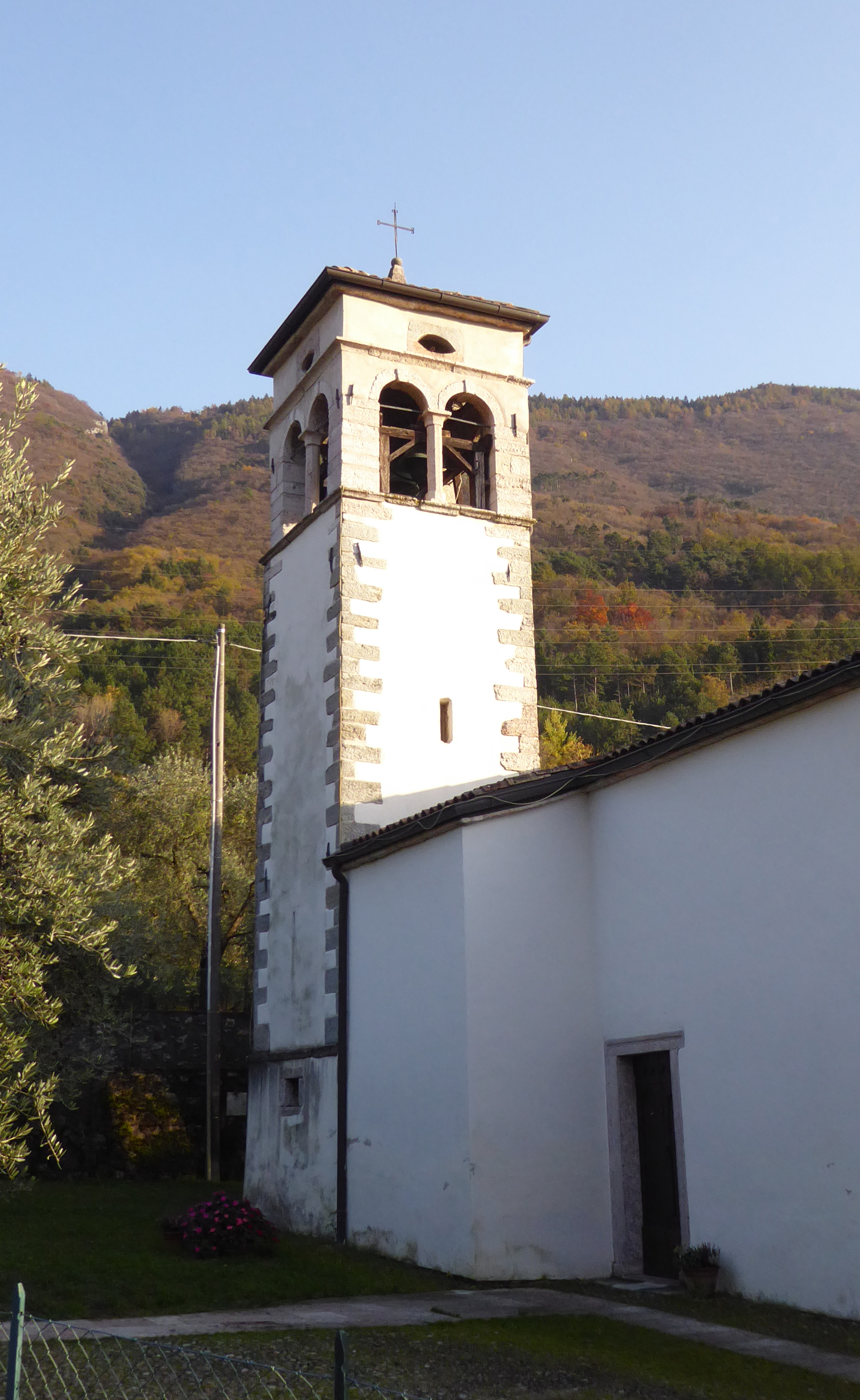
Campanile

La prima menzione del luogo di culto si trova negli atti della visita pastorale del principe vescovo Bernardo Clesio del 1537 e la presenza della data 1584 riportata sulla porta di accesso alla sagrestia è probabilmente riferita a lavori che vi sono stati  eseguiti, forse un ampliamento.
La torre campanaria è stata quasi certamente eretta all'inizio del XVII secolo e nel 1615 l'edificio venne tinteggiato. La consacrazione solenne venne celebrata dal principe vescovo di Trento Carlo Emanuele Madruzzo nel 1636.
Venne elevata a dignità primissariale entro il  1829. A cavallo tra il XIX ed il XX secolo venne ampliata e ristrutturata. Un nuovo ciclo di restauri venne realizzato nel 1955, quando venne sostituito la pavimentazione della sala e l'esterno venne tinteggiato poi, nel 1972 la copertura del tetto venne rifatta in rame.
Gli ultimi interventi si sono realizzati tra il 2002 e il 2005. Sono state realizzate nuove vetrate artistiche, si sono riviste le coperture, la pavimentazione e gli impianti. Si è posta attenzione agli affreschi del XVI secolo e si è consolidata la struttura.

## Descrizione

### Esterni
La chiesa di Vignole si trova a sud del piccolo centro abitato dove un tempo eisteva il cimitero della comunità e mostra orientamento tradizionale ad est. La facciata è neoclassica con due spioventi profilati. Il portale è architravato con una finestra a lunetta e sormontato in asse dall'oculo. La torre campanaria si trova in posizione arretrata sulla sinistra e la cella si apre con quattro finestre a bifora.

### Interni
La navata interna è unica e il presbiterio è leggermente elevato. La sala è ampliata dalle due cappelle gemelle in fondo alla navata. Sulle pareti sono conservati resti di affreschi risalenti al XIV e al XVI secolo.